# Pasión Prohibida
Pasión Prohibida – amerykańska telenowela z 2013 roku. Wyprodukowana przez wytwórnię Telemundo. Jest to remake serialu Turcji Aşk-ı Memnu produkowany i emitowany przez Kanal D w 2008 roku.
Telenowela jest emitowana m.in. w Stanach Zjednoczonych na kanale Telemundo.

## Obsada
- Jencarlos Canela - Bruno Hurtado Piamonte[1]
- Mónica Spear – Bianca Santillana de Piamonte
- Rebecca Jones - Flavia vda. de Santillana
- Roberto Vander - Don Ariel Piamonte
- Mercedes Molto - Denis Lefevre „Mademoiselle”
- Henry Zakka - Guillermo Arredondo
- Jorge Consejo - Nicolás Arredondo
- Carmen Aub - Florida „Nina” Piamonte
- Sabrina Seara - Penélope Santillana de Arredondo
- Beatriz Monroy - Celeste de Barrera
- Rubén Morales - Salomón Barrera
- Marisela González - Francisca Piamonte
- Martha Pabón - Nuria de Arredondo
- Liannet Borrego - Katia
- Sharlene Taule - Camila Barrera
- Priscila Perales - Eliana Ramírez
- Gisella Aboumrad - Teresa „Tere” López
- Pepe Gámez - Yair Duarte
- Nikolás Caballero - Santiago „Santi” Piamonte
- Héctor Soberón - Martín Santillana
- Leslie Stewart - Isabel de Piamonte
- Estefany Oliveira - Paula
- Ricardo Herranz - Iván Pastrana
- Wdeth Gabriel - Sylvia
- Randy Melgarejo - Doctor
- Jose Manuel Cestari - Sergio
- Lina Maya - Marta
- Tomás Doval
- Luke Grande - Emilio Herrera
- Óscar Díaz - Damián
- Carlos Noceti - Fabián Hurtado
- Pablo Quaglia - Gabriel Aguirre
- Hely Ferrigny - Germán Ramírez
- Karina Musa -
- Cristina Figarola - Alicia
- Ivanna Rodríguez - Renata